# My Friend of Misery
«My Friend of Misery» es la undécima canción del quinto disco de estudio homónimo a la banda de thrash metal estadounidense Metallica.
La canción toma un inicio muy suave, con una pista de bajo interpretada con plumilla, seguida por un acompañamiento de la guitarra y la batería. 
Jason Newsted fue quien escribió el intro de bajo. Según Newsted, él quiso que «My Friend of Misery» fuera la quinta pieza instrumental en el repertorio de la banda (siendo las otras «Anesthesia - Pulling Teeth», «The Call of Ktulu», «Orión» y «To Live Is to Die»); Kirk Hammett dijo en una entrevista que la canción, durante todo el proceso de grabación, había sido tocada como instrumental, pero al final de la grabación Bob Rock (su productor) les dijo  que tuviera letra para más atención de los fanes nuevos.
Esta canción fue tocada por completo en vivo por primera vez el 7 de mayo de 2012 en Praga, República Checa, con motivo de la gira de aniversario del álbum Metallica. 
Nocturnal Depression usó el riff inicial de esta canción en su obra Nostalgia.

## Créditos
- James Hetfield: Voz y guitarra rítmica.
- Kirk Hammett: Guitarra líder.
- Jason Newsted: Bajo eléctrico y coros.
- Lars Ulrich: Batería y percusión.

## Versiones
Apocalyptica, Borknagar y Dark Tranquillity hicieron covers de esta canción.